# نهائي كأس السويد 2019
نهائي كأس السويد 2019 هي المباراة النهائية من منافسة كأس السويد 2018-19، أقيمت المباراة في 30 مايو 2019، في Bravida Arena ‏، بين فريقي نادي هكن، ونادي إسكلستونا، وفاز فيها نادي هكن، بعد أن هزم نادي إسكلستونا، بنتيجة 3 - 0، وكان حكم المباراة Kristoffer Karlsson ‏، وحضر المباراة 4958 شخصاً.

## تفاصيل المباراة
لعبت المباراة النهائية في 30 مايو 2019.
| نادي هكن                                                                         | 3 -0 | نادي إسكلستونا |
| -------------------------------------------------------------------------------- | ---- | -------------- |
| أليكساندر فالتسيتاس 10 دقيقة' · جونا تويفيو 76 دقيقة' · فكتور لوندبيرغ 90 دقيقة' |      |                |